# ミュンヘン市電M形電車
M形は、ドイツの都市・ミュンヘンの路面電車であるミュンヘン市電でかつて使用されていた電車（電動車）。ミュンヘン市電の線形条件に適した3軸車で、付随車のm形と共に1940年代末から1960年代まで長期に渡り生産が行われ、1998年まで営業運転に使用された。

## 概要

台車の構造

第二次世界大戦直後から、ミュンヘン市電では今後の近代化を見据えた新型車両の研究が行われていた。その中で提示された「多数の定員」「電動車と付随車の部品の共通化」「乗客の流動性の向上」などの条件を満たした車両として開発されたのが、電動車のM形と付随車のm形である。
M形およびm形の最大の特徴は、他都市で多く見られるボギー車ではなく車軸が3つ存在する3軸車である事である。これは従来の2軸車と比較しての輸送力増強と、急曲線が多いミュンヘン市電の線形条件への適合という条件を満たした構造であり、動力が伝達される台車を前後に、軸重軽減のための付随台車を車体中央に配置している。これにより、ボギー車と比べて製造費用の削減や軽量化が図られている他、曲線走行時の車輪と線路の摩耗が減少する効果が得られている。
車両番号については、1971年に実施されたコンピュータによる車両番号管理への移行に伴い、当時在籍していた車両は一部を除いて登場時のものから変更されている。

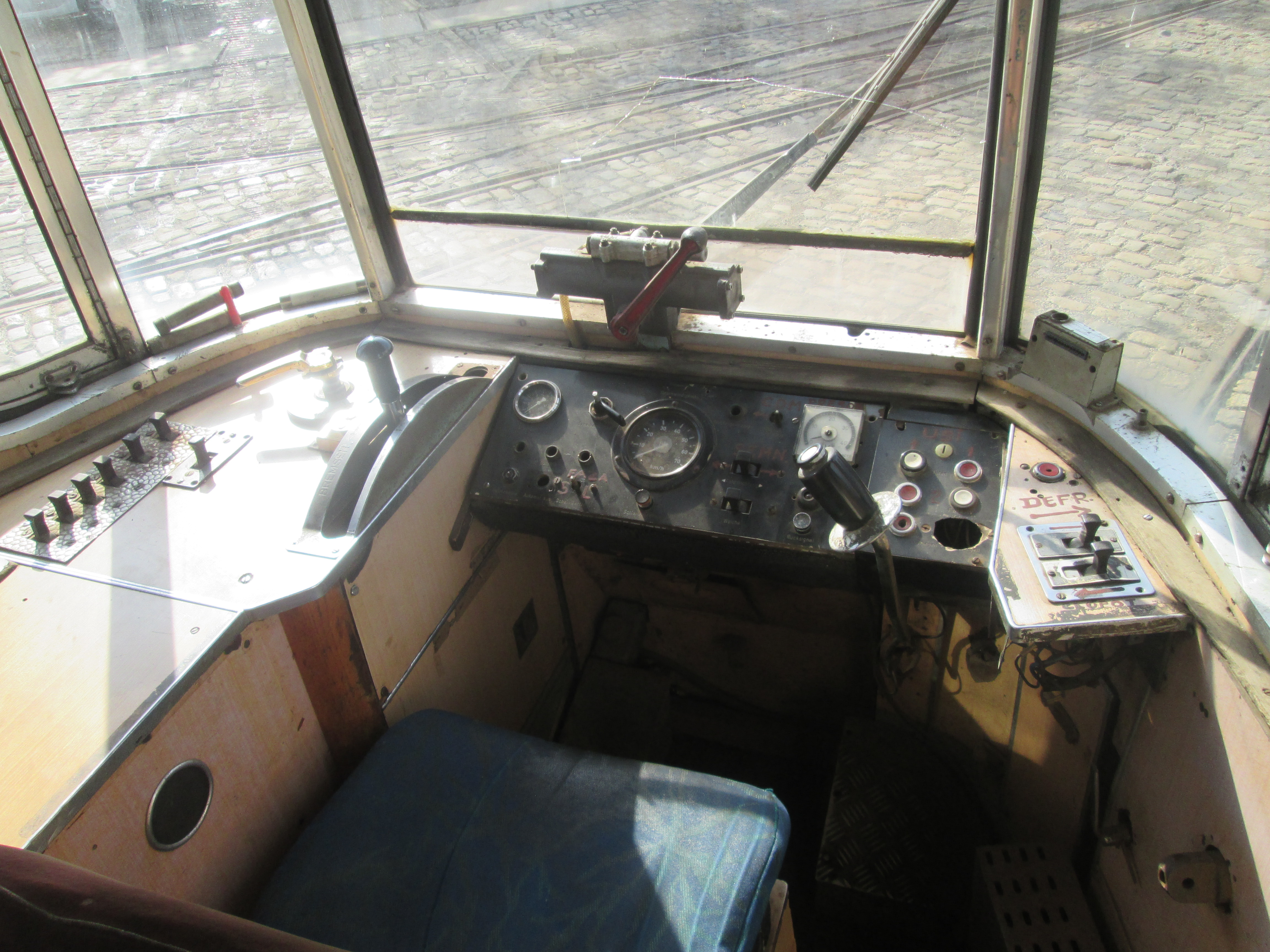
運転台（M5形）
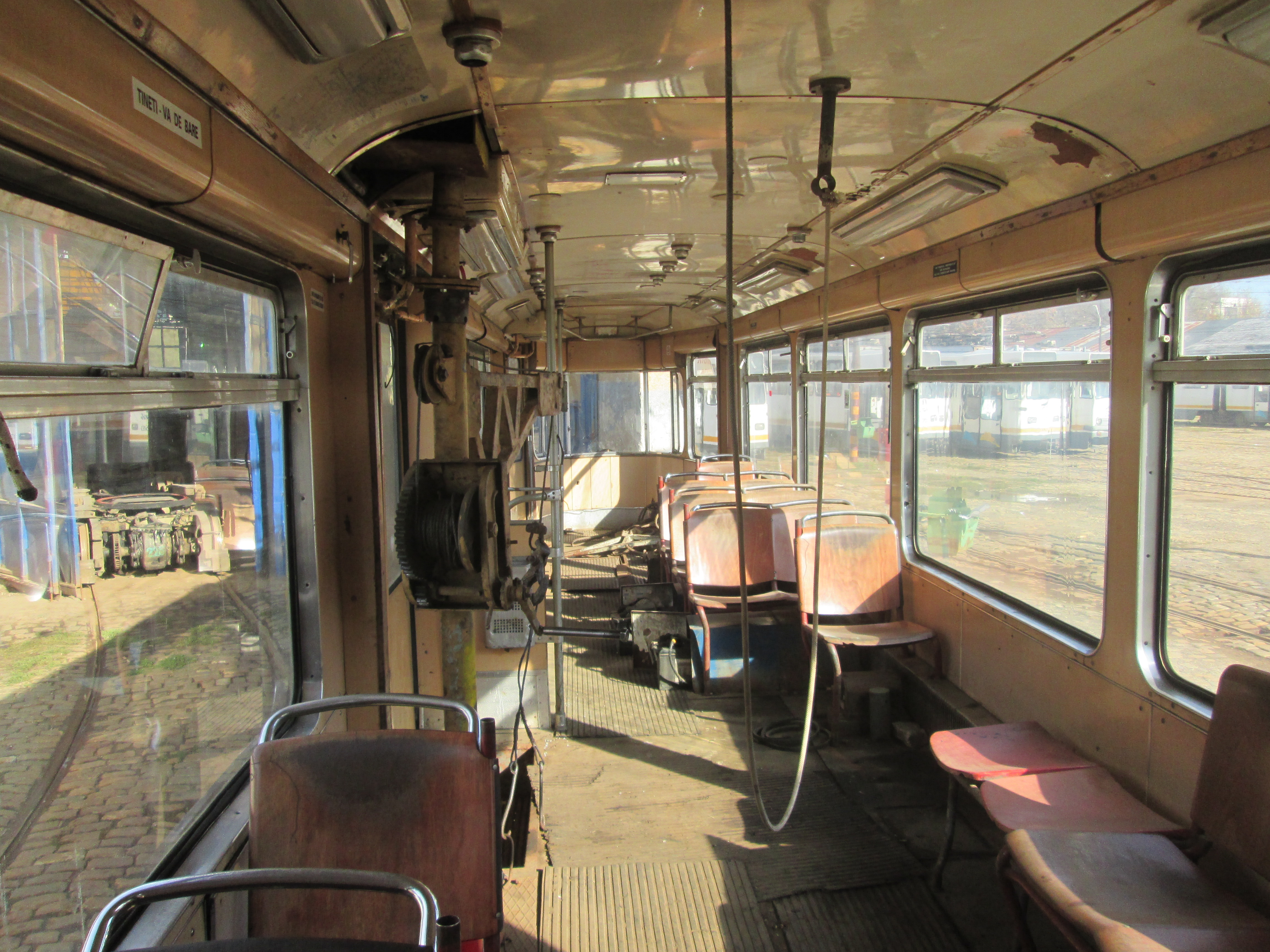
車内（M5形）
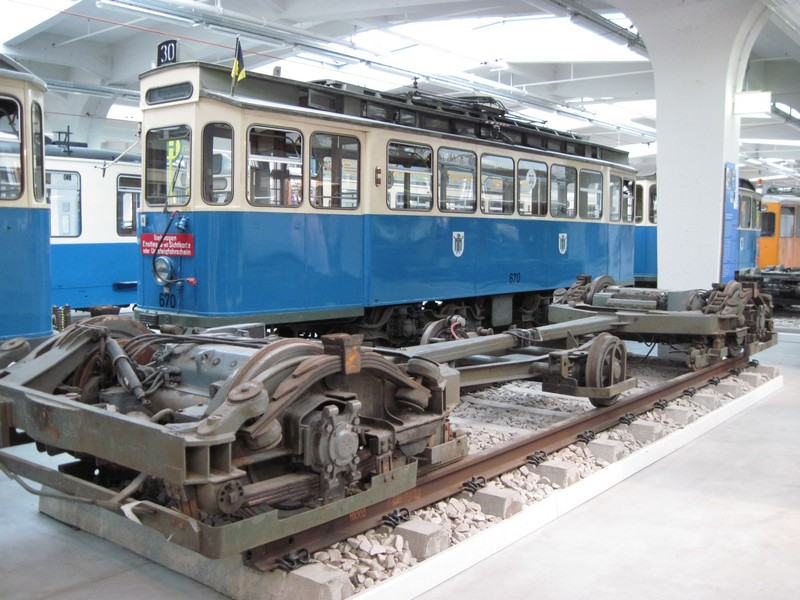
博物館に保存されているM形の台車

## M1形、m1形
モックアップの製造を始めとした開発期間を経て、1949年から1950年にかけて製造された試作車。電動車のM1形は4両、付随車のm1形は2両が生産された。モーザハに工場を構えていたジョセフ・ラートゲーバー車両工場（Waggonfabrik Josef Rathgeber）、通称「ラートゲーバー」で生産されたが、当初これらの車両はケルンのヴェストヴァゴン（Westwaggon）製の台枠を用いており、台枠の形式名にちなみ「M1.62形」および「m1.62形」と呼ばれていた他、乗降扉は右側に4箇所設置されていた。電動車のM1形の主電動機については当初出力60 kwのものが搭載されていたが、1954年に75 kwのものへと交換され出力が向上した。
その後、1960年にM1形のうち1両（764）が事業用車両（教習車）に改造された一方、残りの車両についてはメンテナンスの効率化を目的に同年から1962年にかけて量産車（M3形、m3形）と同様の車体構造に改められた他台枠も変更され、形式名も「M1.65形」および「m1.65形」に改められた。以降もこれらの車両はミュンヘン市電で使用されたが、M1形は1975年の信用乗車方式への完全移行に合わせて引退し、その後も営業運転に用されたm1形についても事業用車両への改造を経て1980年代初頭までに廃車された。教習車に改造されたM1形についても1977年に解体されため、2022年時点で現存車両は存在しない 。
| 主要諸元 | 主要諸元 | 主要諸元 | 主要諸元  | 主要諸元 | 主要諸元 | 主要諸元 | 主要諸元     | 主要諸元     | 主要諸元         | 主要諸元         | 主要諸元     | 主要諸元     | 主要諸元         | 主要諸元         | 主要諸元   |
| 形式名   | 車種     | 両数     | 車両番号  | 製造年   | 全長     | 重量     | 定員(登場時) | 定員(登場時) | 定員(1961年以降) | 定員(1961年以降) | 出力(登場時) | 出力(登場時) | 出力(1954年以降) | 出力(1954年以降) | 備考・参考 |
| 形式名   | 車種     | 両数     | 車両番号  | 製造年   | 全長     | 重量     | 合計         | 着席         | 合計             | 着席             | 主電動機     | 車両         | 主電動機         | 車両             | 備考・参考 |
| -------- | -------- | -------- | --------- | -------- | -------- | -------- | ------------ | ------------ | ---------------- | ---------------- | ------------ | ------------ | ---------------- | ---------------- | ---------- |
| M1形     | 電動車   | 4両      | 764-766   | 1949-50  | 13,250mm | ？       | 86人         | 25人         | 111人            | 26人             | 60kw         | 120kw        | 75kw             | 150kw            | [ 12 ]     |
| m1形     | 付随車   | 2両      | 1601-1602 | 1949-50  | 13,250mm | 10.5t    | ？           | ？           | ？               | ？               | -            | -            | -                | -                | [ 13 ]     |

## M2形、m2形
M1形およびm1形の運用実績に基づき、1951年から1952年にかけて生産された車種で、「M2.63形」および「m2.63形」とも呼ばれた。3箇所に変更された乗降扉の数や前面のレイアウト、前面窓など、M2形およびm2形で実装された様々な要素は以降のM形・m形にも受け継がれた。
1960年代以降はM3形・m3形に合わせた車体更新やワンマン運転への対応工事が行われたが、信用乗車方式への対応工事は行われず、計画されていた車両番号の変更も実施されないまま、M2形は1975年、m2形は1977年までに全車が引退した。その後、付随車のm2形の一部が消防署や博物館に譲渡されたが、これらを含めて2022年時点で現存車両は存在しない。
| 主要諸元 | 主要諸元 | 主要諸元 | 主要諸元  | 主要諸元 | 主要諸元 | 主要諸元 | 主要諸元     | 主要諸元     | 主要諸元         | 主要諸元         | 主要諸元 | 主要諸元 | 主要諸元                          |
| 形式名   | 車種     | 両数     | 車両番号  | 製造年   | 全長     | 重量     | 定員(登場時) | 定員(登場時) | 定員(1955年以降) | 定員(1955年以降) | 出力     | 出力     | 備考・参考                        |
| 形式名   | 車種     | 両数     | 車両番号  | 製造年   | 全長     | 重量     | 合計         | 着席         | 合計             | 着席             | 主電動機 | 車両     | 備考・参考                        |
| -------- | -------- | -------- | --------- | -------- | -------- | -------- | ------------ | ------------ | ---------------- | ---------------- | -------- | -------- | --------------------------------- |
| M2形     | 電動車   | 8両      | 768-775   | 1951-53  | 13,250mm | ？       | 86人         | 25人         | 111人            | 26人             | 75kw     | 150kw    | 774、775の出力は1957年以降100kw×2 |
| m2形     | 付随車   | 8両      | 1603-1610 | 1952     | 13,250mm | ？       | ？           | ？           | ？               | ？               | -        | -        | [ 16 ]                            |

## M3形、m3形

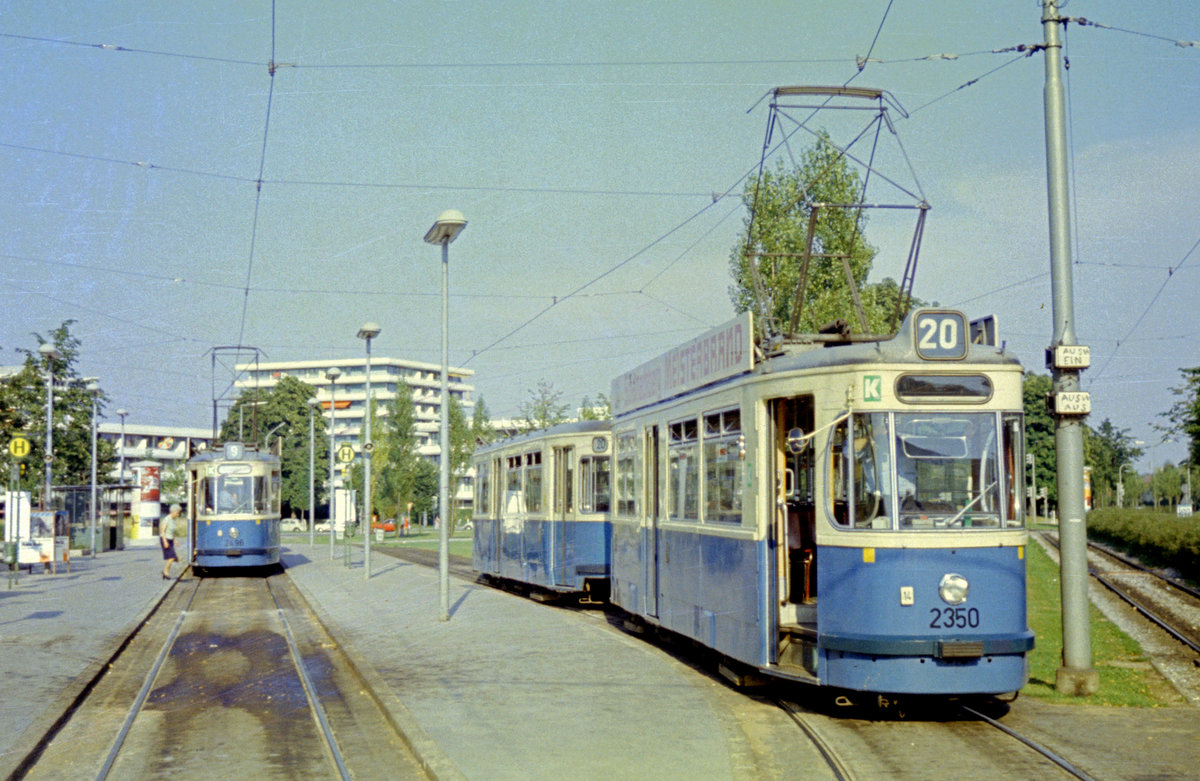
M3形（2350）
（1974年撮影）

1953年、ミュンヘン市議会の作業委員会は他都市の車両も含めた今後の新型路面電車車両に関する検討作業の末、M形の本格的な量産を決定した。それを受けてラートゲーバーが生産を実施したのがM3形（電動車）およびm3形（付随車）で、台枠の形式番号にちなみ「M3.64形」および「m3.64形」と呼ばれる事もある。
1953年から1955年にかけてM3形は101両、m3形は93両が生産された。初期車両はM2形やm2形と同様の前面形状が採用されていたが、それ以降に製造された車両については丸みを帯びた形状へと変更され、前面窓も側面まで伸びたパノラミックウィンドウ状の形態が用いられた。M3形の初期車については後年に同様の改造を受けた一方、m3形の初期車両は廃車まで原形が保たれた。また、M3形の一部車両については主電動機が他車より強力な100 kwのものが搭載された。
その後、1961年から全車に対してワンマン運転への改造工事が順次行われ、1970年代前半には信用乗車方式への対応工事も施工されたが、当時のミュンヘン市電の路線縮小の動きや予算面の都合などから、M3形については全車に対して行われる事はなかった。また、後者の改造工事を受けた車両については1971年に改番が行われたが、その際にm3形は改造された順に番号が付けられたため、旧番と車体形態が一致しなくなった。
以降もM3形・m3形はミュンヘン市電の各系統で使用されたが、M3形は1983年、m3形は1990年までに廃車された。2022年現在、現存するのはミュンヘンのMVG博物館に保存されているm3形1両（3390）のみである。

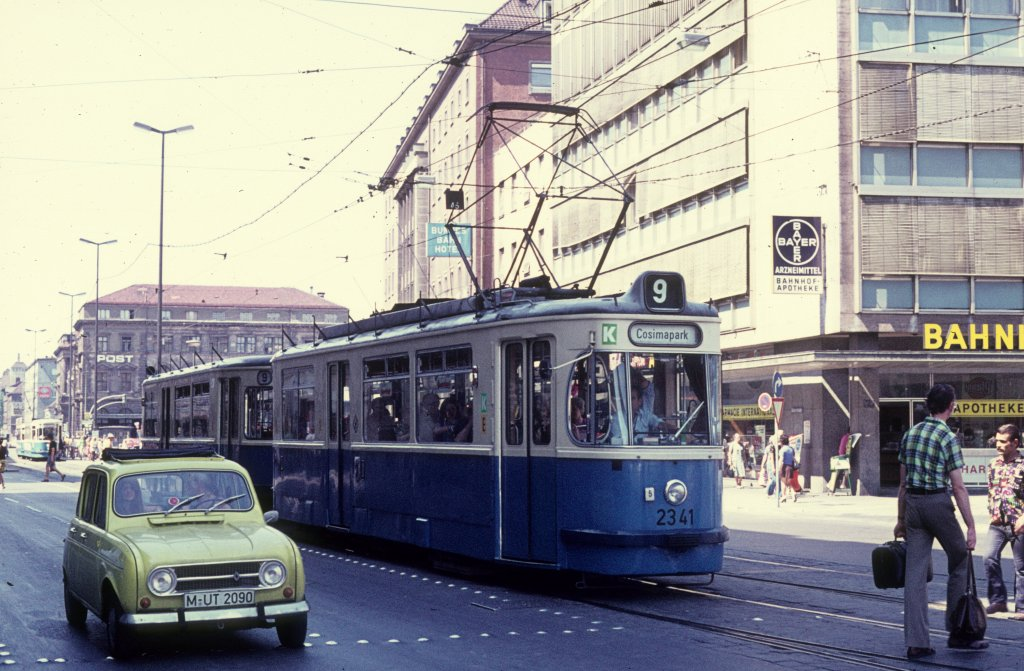
M3形（2341） （1974年撮影）
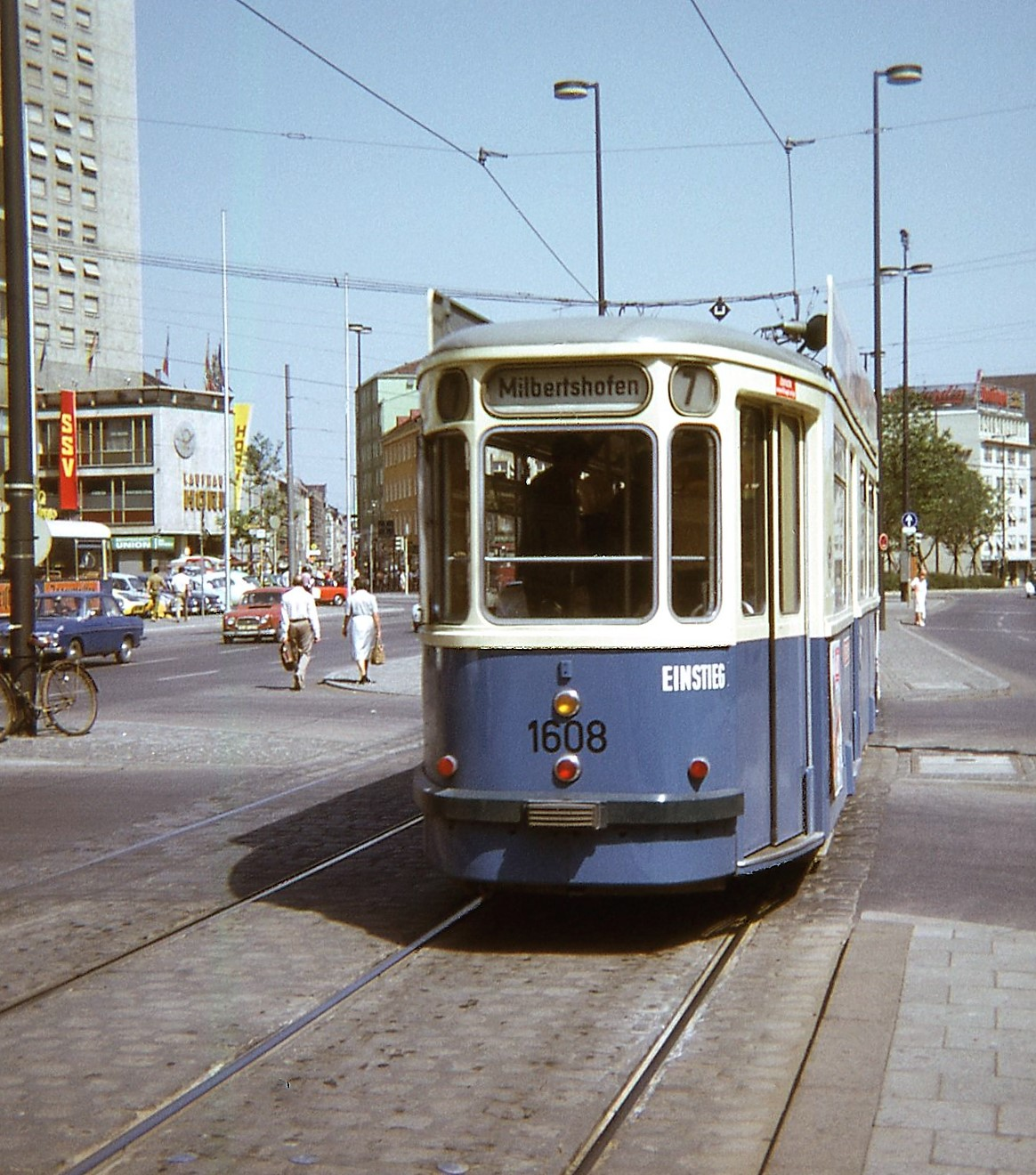
m3形（1608） （1971年撮影）

| 主要諸元 | 主要諸元 | 主要諸元 | 主要諸元  | 主要諸元  | 主要諸元 | 主要諸元 | 主要諸元 | 主要諸元                    | 主要諸元                  | 主要諸元 | 主要諸元 | 主要諸元                           |
| 形式名   | 車種     | 両数     | 車両番号  | 車両番号  | 製造年   | 全長     | 重量     | 定員                        | 定員                      | 出力     | 出力     | 備考・参考                         |
| 形式名   | 車種     | 両数     | 登場時    | 改番後    | 製造年   | 全長     | 重量     | 合計                        | 着席                      | 主電動機 | 車両     | 備考・参考                         |
| -------- | -------- | -------- | --------- | --------- | -------- | -------- | -------- | --------------------------- | ------------------------- | -------- | -------- | ---------------------------------- |
| M3形     | 電動車   | 101両    | 776-876   | 2301-2379 | 1953-55  | 13,250mm | 15.7t    | 111人(登場時) 105人(改造後) | 26人(登場時) 28人(改造後) | 75kw     | 150kw    | 改番は全車に対しては行われなかった |
| M3形     | 電動車   | 101両    | 776-876   | 2301-2379 | 1953-55  | 13,250mm | 15.7t    | 111人(登場時) 105人(改造後) | 26人(登場時) 28人(改造後) | 100kw    | 200kw    | 改番は全車に対しては行われなかった |
| m3形     | 付随車   | 93両     | 1611-1703 | 3301-3393 | 1953-55  | 13,250mm | 11.3t    | 121人                       | 28人                      | -        | -        | [ 10 ] [ 17 ]                      |

## M4形、m4形

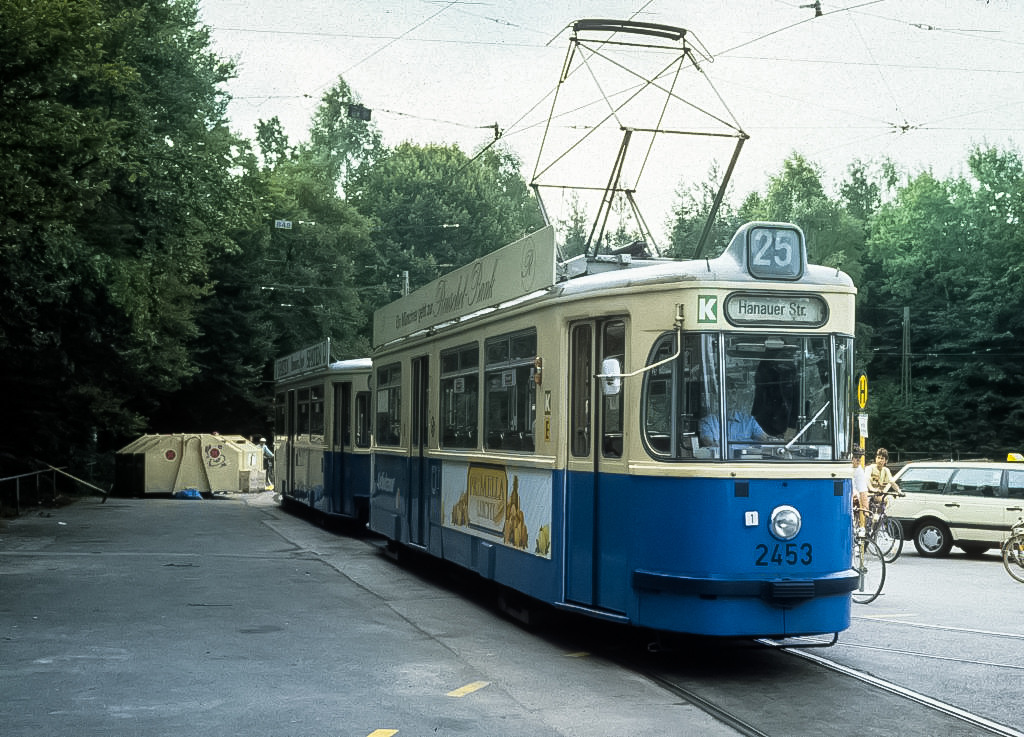
M4形（2453）
（1992年撮影）

M3.64形およびm3.64形の運用実績を基に、1956年に発注された増備車で、「M4.65形（電動車）」、「m4.65形（付随車）」とも呼ばれた。基本的な構造はM3形・m3形（後期車）に準拠していたが、台枠を始めとした一部設計が変更された。1957年から1959年にかけて導入され、戦前製の2軸車（A形、B形）を置き換えた。その後、路線網の縮小や系統の整理により1983年以降廃車が始まり、1995年4月までに全車両が運用を離脱した。
2022年現在、MVG博物館に電動車のM4形が2両（2412、2462）、付随車のm4形が2両（3407、3463）保存されている他、他の博物館や施設へ譲渡された車両も存在する。

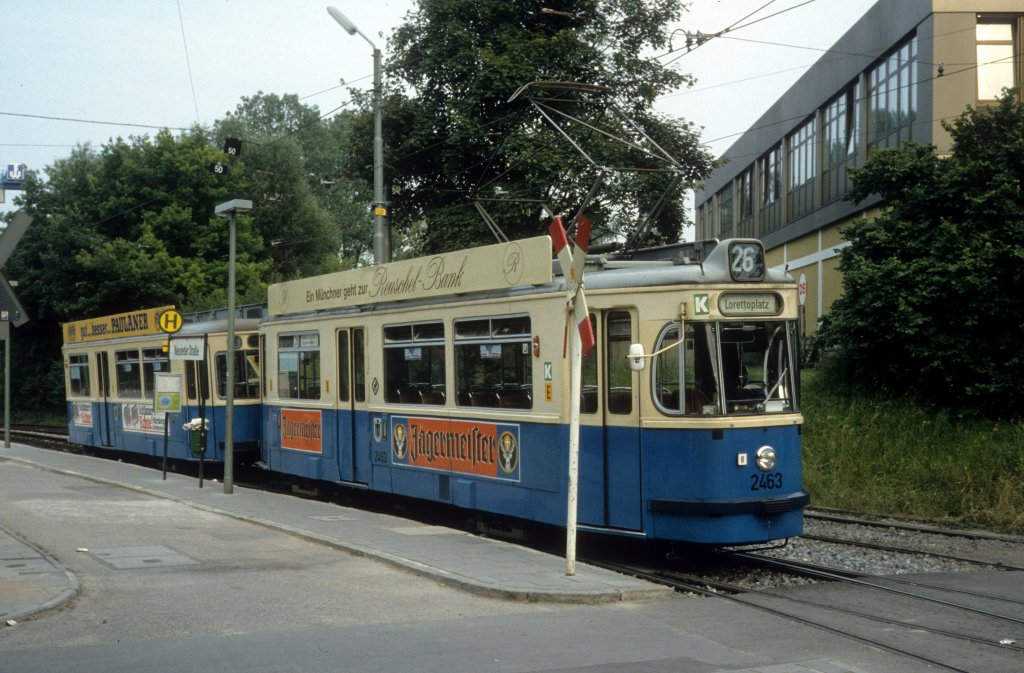
M4形（2463） （1987年撮影）
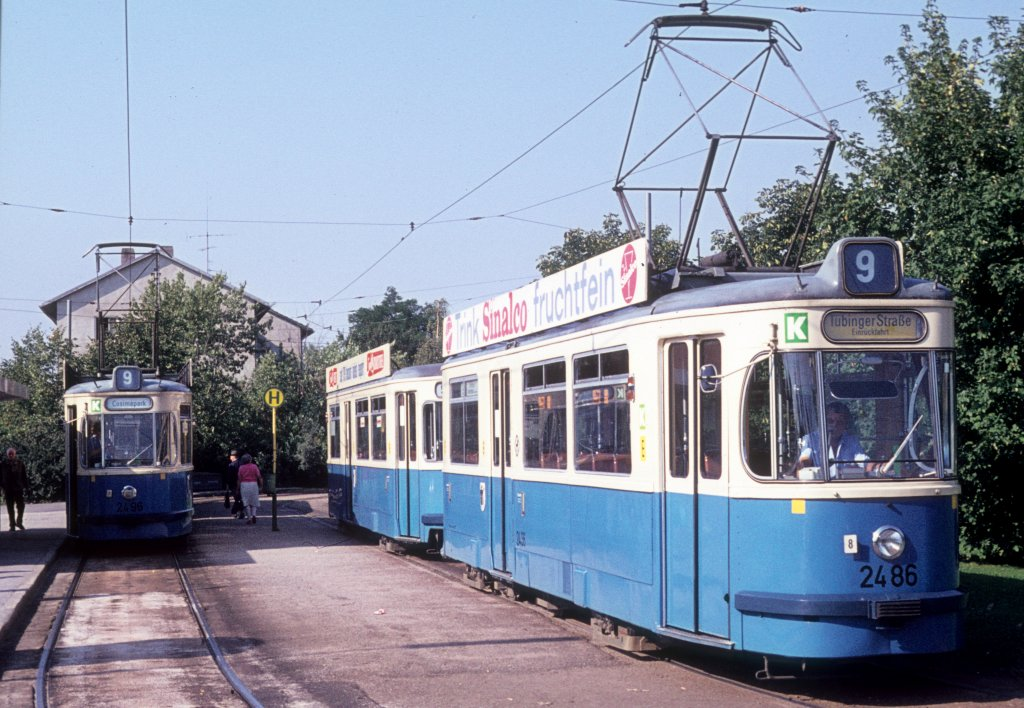
M4形（2486、右） （1974年撮影）

| 主要諸元 | 主要諸元 | 主要諸元 | 主要諸元  | 主要諸元  | 主要諸元 | 主要諸元 | 主要諸元 | 主要諸元 | 主要諸元 | 主要諸元 | 主要諸元 | 主要諸元      |
| 形式名   | 車種     | 両数     | 車両番号  | 車両番号  | 製造年   | 全長     | 重量     | 定員     | 定員     | 出力     | 出力     | 備考・参考    |
| 形式名   | 車種     | 両数     | 登場時    | 改番後    | 製造年   | 全長     | 重量     | 合計     | 着席     | 主電動機 | 車両     | 備考・参考    |
| -------- | -------- | -------- | --------- | --------- | -------- | -------- | -------- | -------- | -------- | -------- | -------- | ------------- |
| M4形     | 電動車   | 98両     | 877-974   | 2401-2498 | 1956-59  | 13,250mm | 16.3t    | 111人    | 26人     | 75kw     | 150kw    | [ 18 ] [ 20 ] |
| m4形     | 付随車   | 98両     | 1704-1801 | 3401-3498 | 1956-59  | 13,250mm | 12.3t    | 101人    | 32人     | -        | -        | [ 19 ] [ 21 ] |

## M5形、m5形

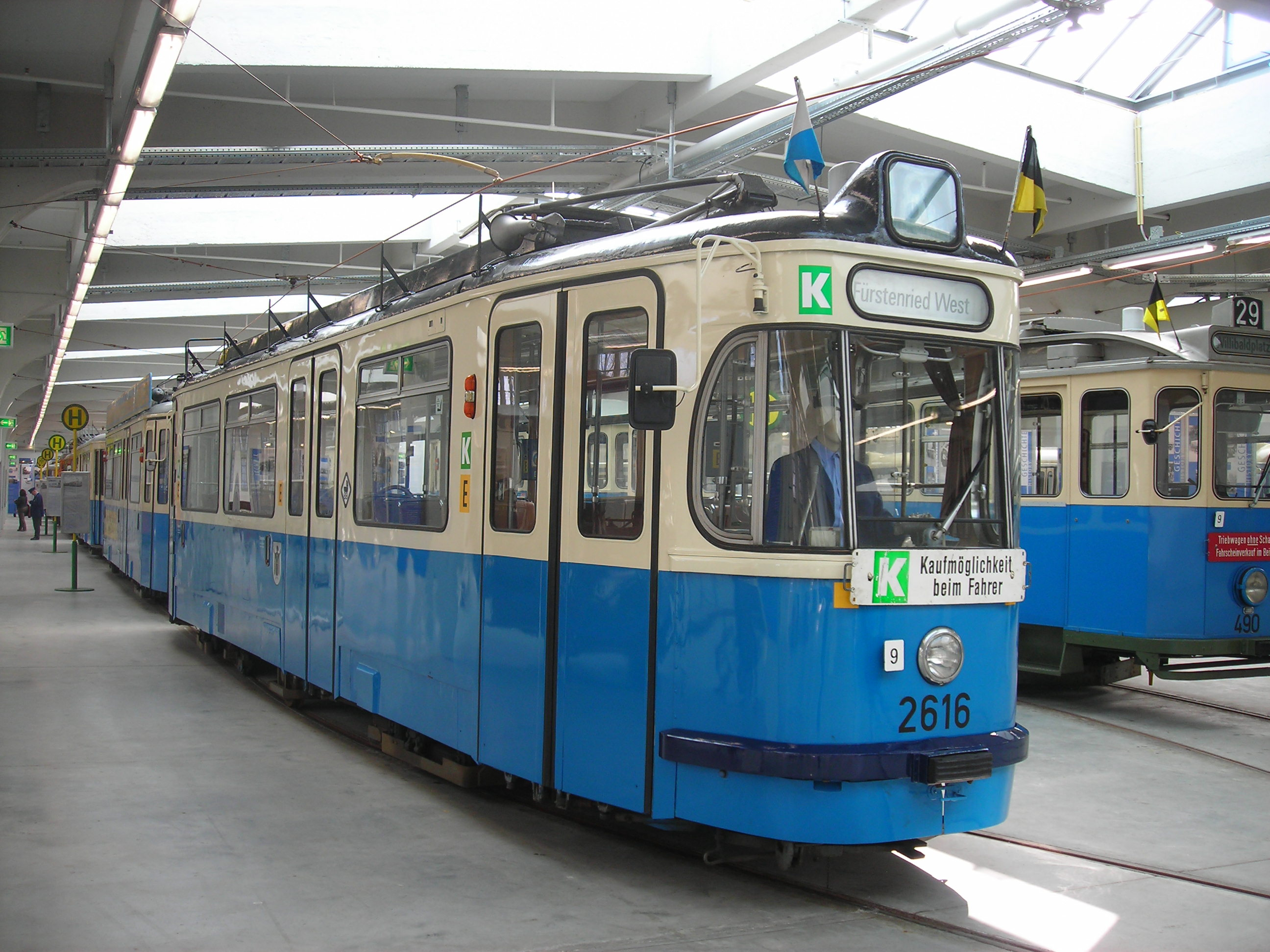
M5形（2616）
（2012年撮影）

戦前製の旧型電車置き換えや輸送力増強を目的に1963年から1965年にかけて製造された、M形・m形の最終増備車両。「M5.65形（電動車）」、「m5.65形（付随車）」とも呼ばれた。従来の車両から乗降扉が引き戸から外開き式プラグドアとなり、中央の乗降扉の位置が前方（進行方向側）に変更された他、集電装置もシングルアーム式パンタグラフとなった。また、一部系統の混雑解消のために導入された3両編成（M5形＋M5形＋m5形）の総括制御運転に対応するため一部のM5.65形には電子制御方式に対応した制御装置が導入された。ただし3両編成での運用は信用乗車方式の導入に関連し1972年をもって廃止され、以降も1983年までM5形による2両編成（M5形＋M5形）が一部系統で使用されたが、1990年に実施された制御装置の更新によりこのような編成での運用は不可能となり、以降の2両編成は後方に付随車を連結する形（M形＋m形）のみとなった。廃車は1989年から行われ、M形・m形最後の定期運転が終了したのは1998年12月17日となった。
2022年現在、MVG博物館に電動車のM4.65形が2両（2616、2668）、付随車のm4.65形が2両（3539、3545）保存されている他、オーストラリアのシドニー（シドニー路面電車博物館）を始め各地の博物館や施設に保存された車両も存在する。

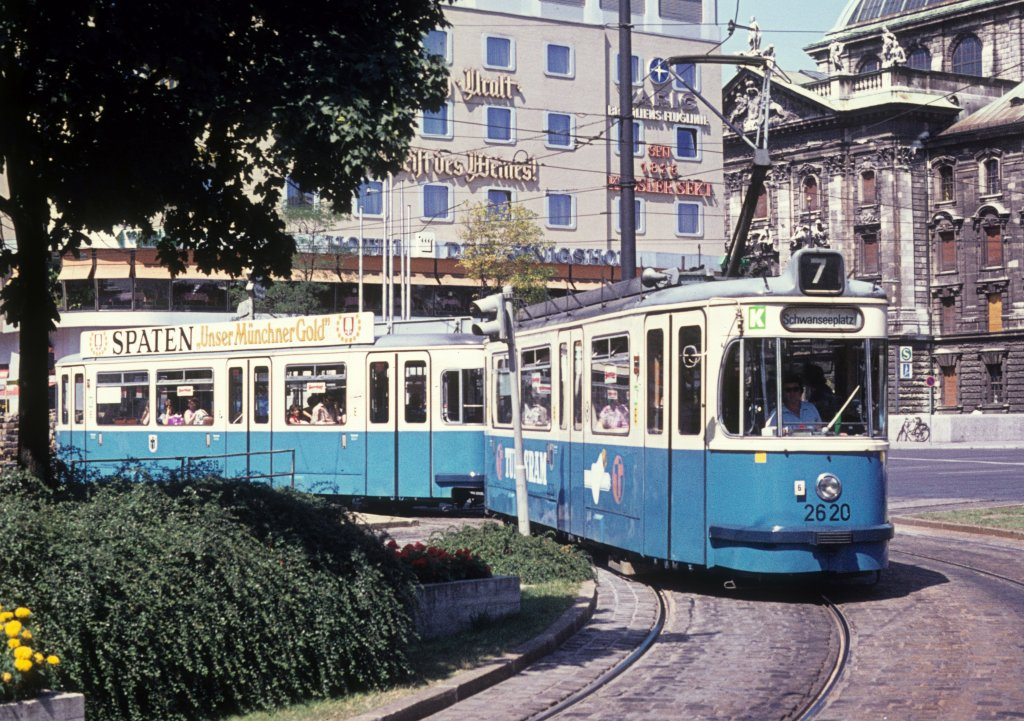
M5形（2620）＋m5形 （1974年撮影）
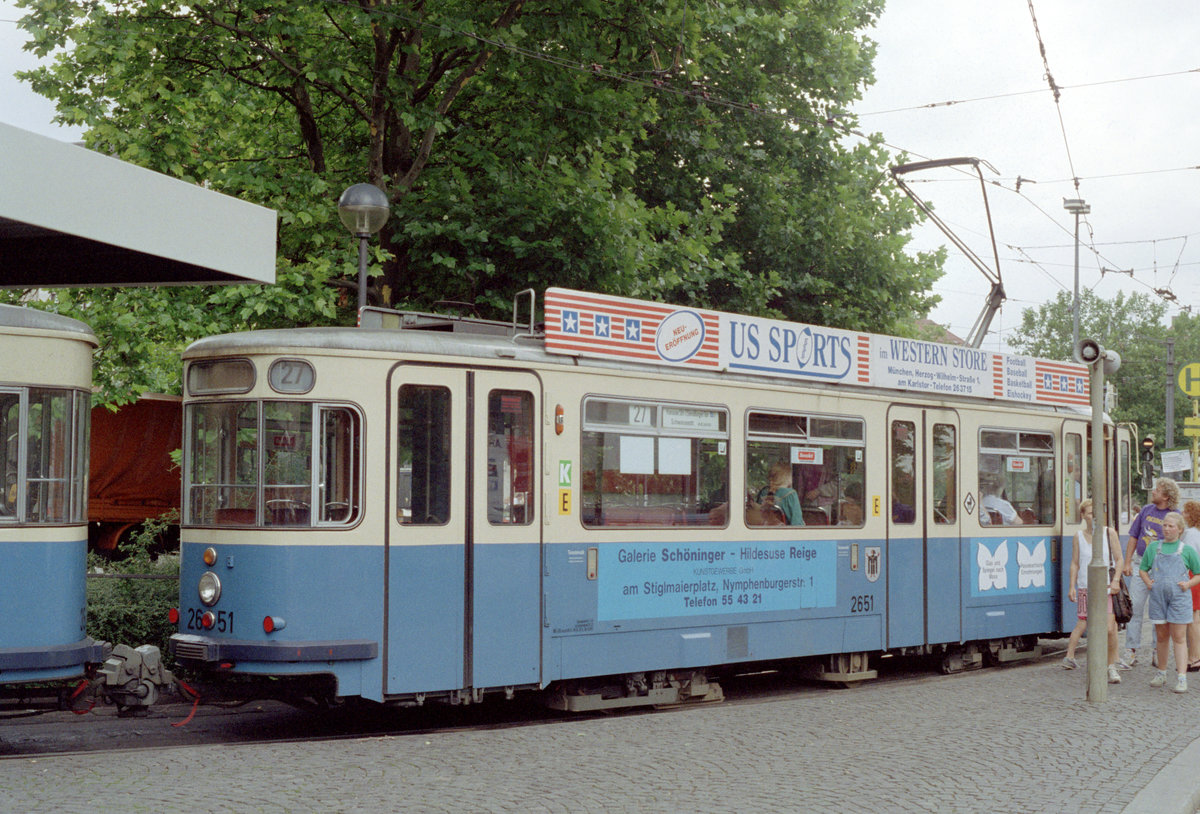
M5形（2651） （1992年撮影）

| 主要諸元 | 主要諸元 | 主要諸元 | 主要諸元  | 主要諸元  | 主要諸元 | 主要諸元 | 主要諸元 | 主要諸元 | 主要諸元 | 主要諸元 | 主要諸元 | 主要諸元                             |
| 形式名   | 車種     | 両数     | 車両番号  | 車両番号  | 製造年   | 全長     | 重量     | 定員     | 定員     | 出力     | 出力     | 備考・参考                           |
| 形式名   | 車種     | 両数     | 登場時    | 改番後    | 製造年   | 全長     | 重量     | 合計     | 着席     | 主電動機 | 車両     | 備考・参考                           |
| -------- | -------- | -------- | --------- | --------- | -------- | -------- | -------- | -------- | -------- | -------- | -------- | ------------------------------------ |
| M5形     | 電動車   | 75両     | 975-1009  | 2501-2535 | 1963-65  | 13.250mm | 17.4t    | 105人    | 27人     | 100kw    | 200kw    | M5形同士の連結には非対応             |
| M5形     | 電動車   | 75両     | 1010-1029 | 2601-2620 | 1963-65  | 13.250mm | 17.4t    | 105人    | 27人     | 100kw    | 200kw    | M5形同士の連結時に1両目に連結可能    |
| M5形     | 電動車   | 75両     | 1030-1049 | 2651-2670 | 1963-65  | 13.250mm | 17.4t    | 105人    | 27人     | 100kw    | 200kw    | M5形同士の連結時に1・2両目に連結可能 |
| m5形     | 付随車   | 45両     | 1802-1846 | 3501-3545 | 1963-65  | 13,250mm | 12.0t    | 111人    | 28人     | -        | -        | [ 3 ] [ 24 ]                         |

## 譲渡
M形のうち、一部車両はミュンヘン市電引退後に下記のルーマニア各地の路面電車路線への譲渡が行われ、各路線の近代化に貢献した。そのうちブカレスト市電への譲渡車両については現地の工場で台車の交換が行われ、3軸車からボギー車へ改造されている。老朽化や路線自体の廃止により2022年時点で営業運転に使用されている車両は存在しないが、ブカレスト市電には事業用車両として一部車両が現存している。
- ブカレスト市電（ブカレスト） - M4形：22両、m4形：26両、M5形：27両、m5形：31両を譲渡。
- ブラショヴ市電（ブラショヴ） - M5形：6両、m5形：6両を譲渡[29]。
- クラヨーヴァ市電（クラヨーヴァ） - M5形：7両、m5形：4両を譲渡[30]。

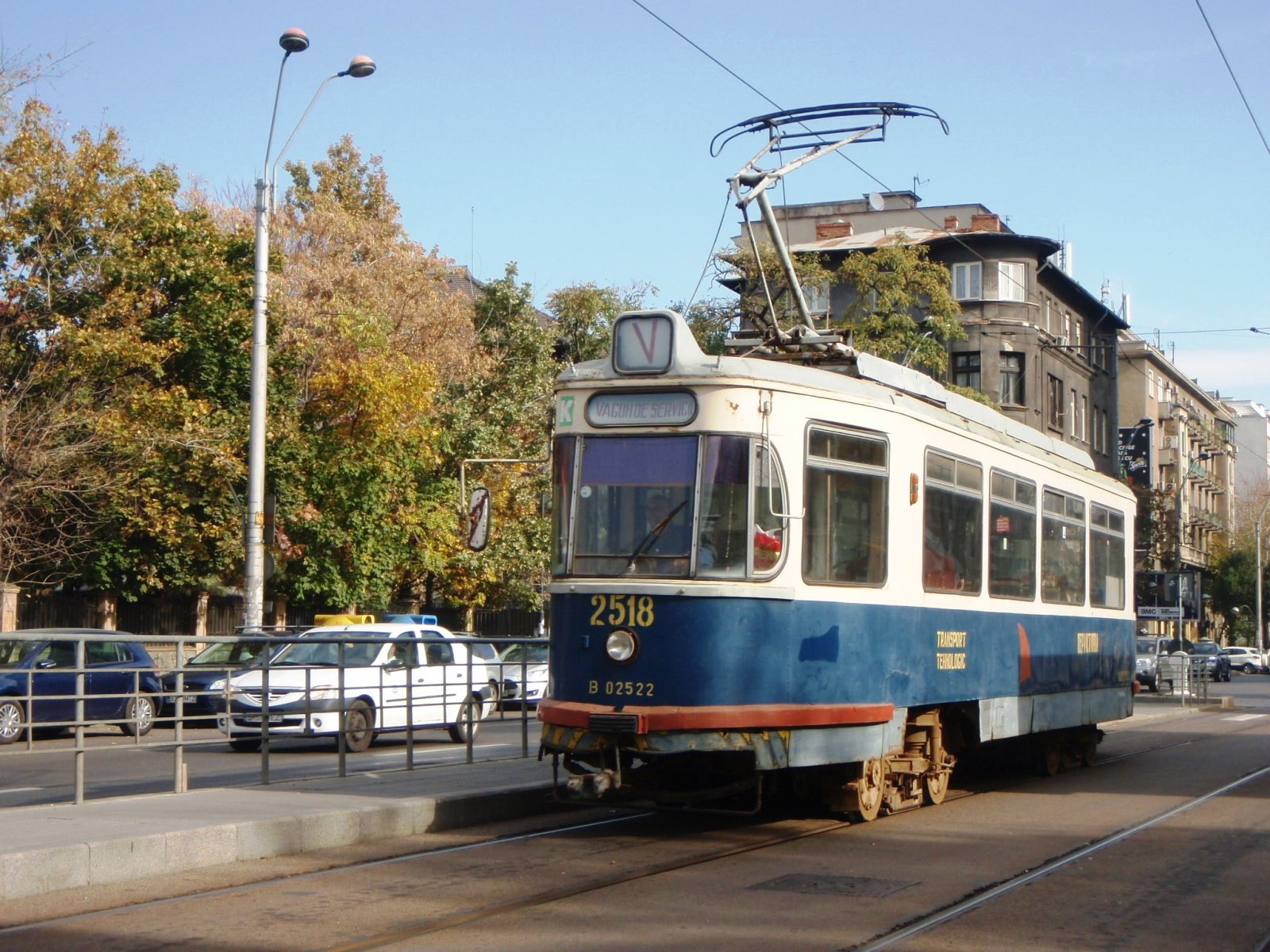
ブカレスト市電（2018年撮影）
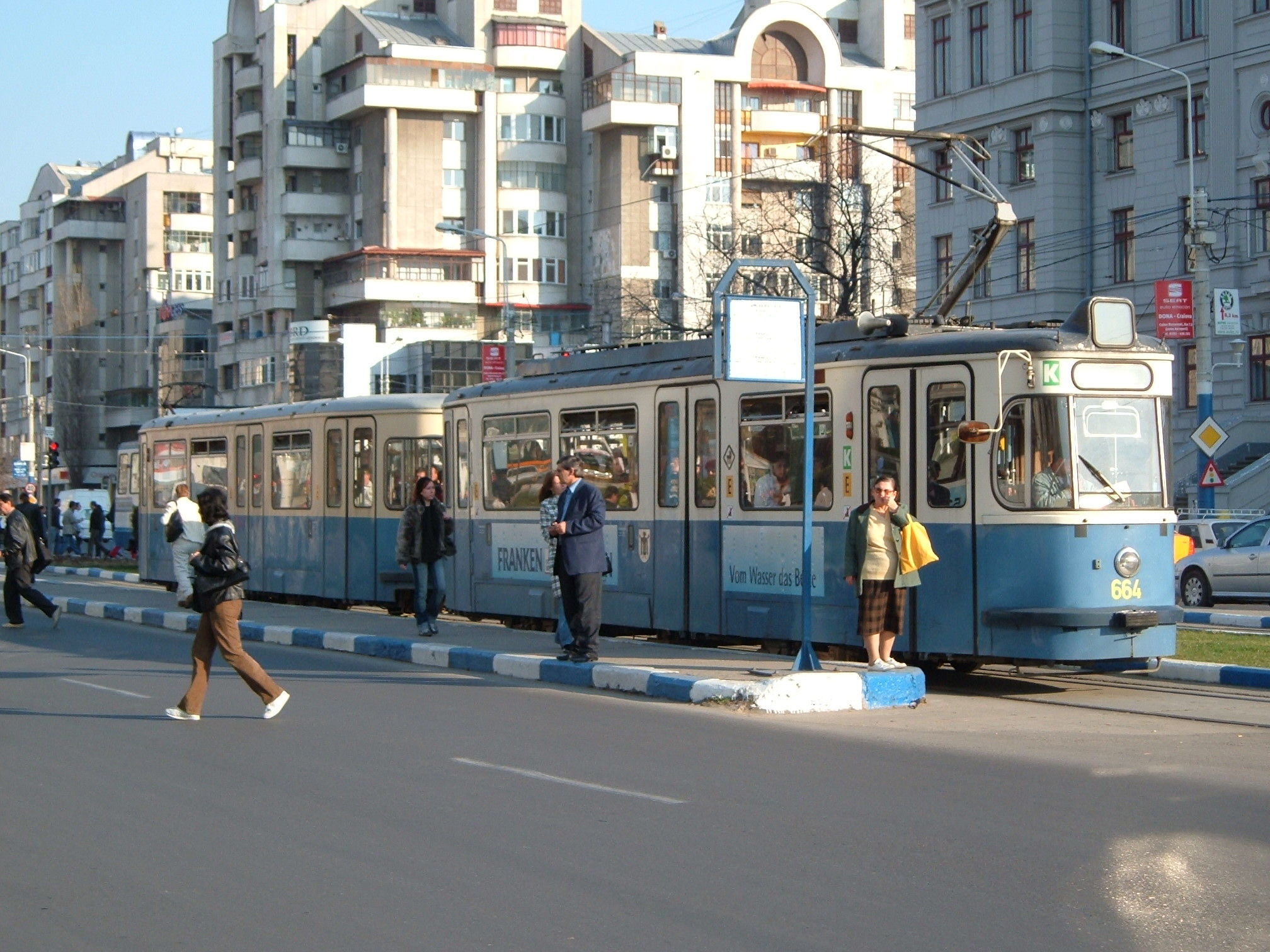
クラヨーヴァ市電（2007年撮影）

## 関連車両
ドイツの都市・アウクスブルクの路面電車であるアウクスブルク市電には、1956年にM4形・m4形の同型車両がそれぞれ11両、合計22両導入された。これらの車両は1968年から1969年にかけて2車体連接車のGT5形への改造が行われ、一部車両は廃車後にルーマニアのヤシ市電（ヤシ）へ譲渡された。